# منجل
المِنْجَلُ عبارة عن أداة زراعية بيد واحدة مصممة بشفرات منحنية مختلفة وتستخدم عادةً لحصاد أو جني محاصيل الحبوب أو قطع الأعلاف النضرة أساسًا لتغذية الماشية، سواء كانت طازجة أو مجففة كتبن. كان فالكس مرادفًا ولكن تم استخدامه لاحقًا للإشارة إلى أي عدد من الأدوات التي تحتوي على شفرة منحنية كانت حادة على الحافة الداخلية مثل المنجل.
منذ بداية العصر الحديدي، تطورت مئات المتغيرات الخاصة بالمنجل، بداية من الحديد ثم الصلب لاحقًا. يمكن تقسيم هذا التنوع الكبير لأنواع المنجل عبر العديد من الثقافات إلى شفرات ناعمة أو مسننة، وكلاهما يمكن استخدامه لقطع العشب الأخضر أو الحبوب الناضجة باستخدام تقنيات مختلفة قليلاً. لا تزال الشفرة المسننة التي نشأت في مناجل ما قبل التاريخ هي السائدة في جني الحبوب بل إنها توجد في آلات حصاد الحبوب الحديثة وفي بعض سكاكين المطبخ.[بحاجة لمصدر]

## تاريخ

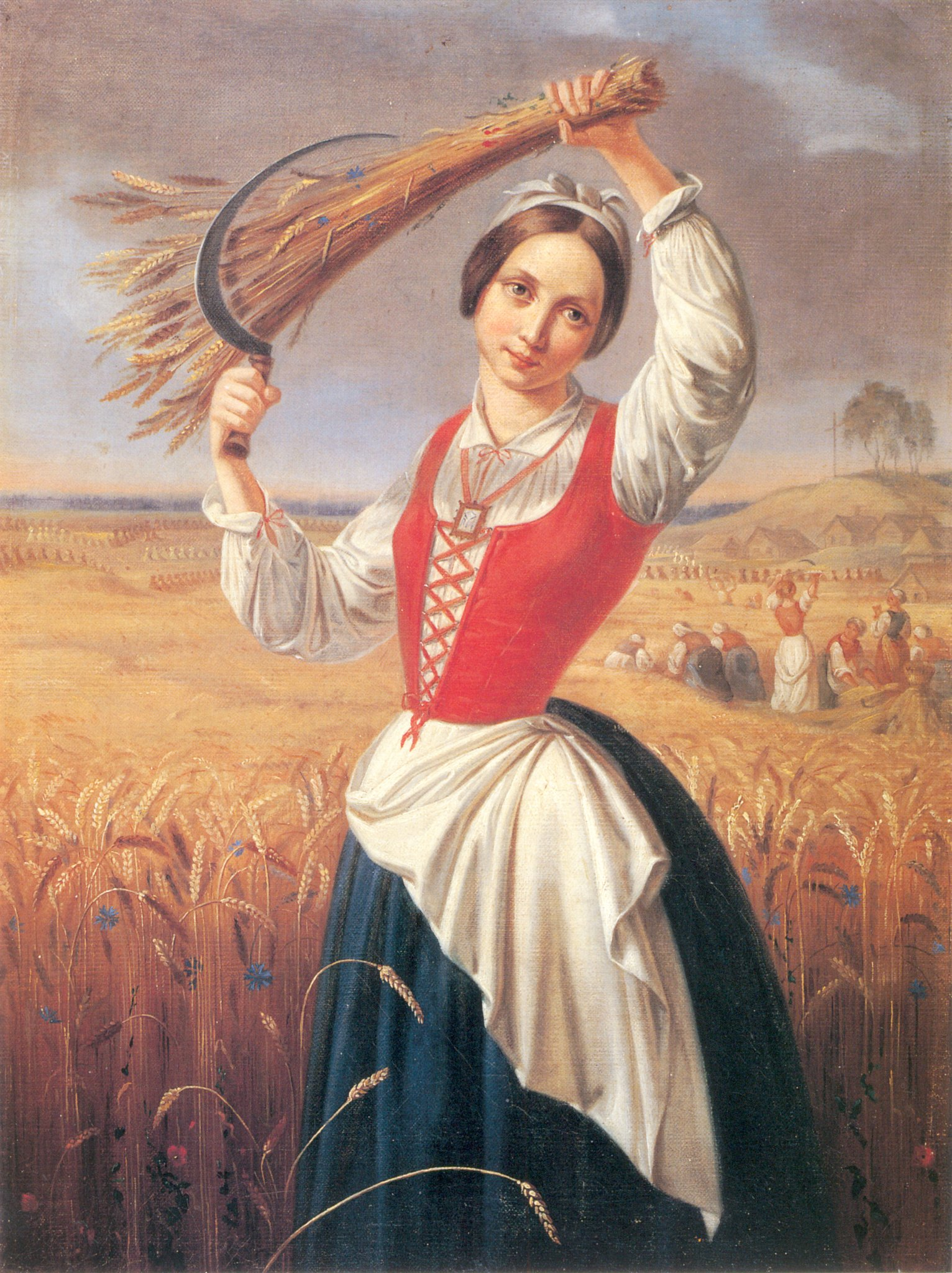
حصاد بالمنجل.

استخدم الفلاحون الفلسطينيون قديماً العدد من الآلات التقليدية في الزراعة، ومنها المنجل.
المنجل آلة صغيرة مكونة من الفولاذ أو الحديد المطروق؛ حافتها الداخلية حادة لغرض قطع النباتات بها، وهناك قسم منها كبيرة الحجم تستعمل لحش الحنطة والشعير والعدس؛ يمكن العمل بها من الوقوف أو الجلوس ويتكون المنجل من الأجزاء التالية: القبضة وتكون من الخشب، الساق وتكون من الحديد، السيف يكون مقوّساً؛ الحافة الخارجية سميكة؛ والحافة الداخلية حادة ويجسد مثال للقوة والعمل الجاد، وكان يستخدم في الحصاد قبل دخول التكنولوجيا الحديثة في العمل مثل الحصادة.

### ما قبل العصر الحجري الحديث
يمكن إرجاع تطور المنجل في بلاد ما بين النهرين إلى أوقات ما قبل العصر الحجري الحديث. تم التنقيب عن كميات كبيرة من الشفرات المنجلية في المواقع المحيطة بفلسطين والتي يرجع تاريخها إلى العصر الحجري القديم (18000-8000 قبل الميلاد). كشفت الحفريات الرسمية في وادي زقلاب في الأردن عن أشكال مختلفة من الشفرات المنجلية المبكرة. تراوحت القطع الأثرية التي تم العثور عليها من 10 إلى 20 سم ولها حافة خشنة. أظهر هذا التصميم المعقد «الذي يشبه الأسنان» درجة أكبر من التصميم ومصداقية التصنيع من معظم القطع الأثرية الأخرى التي تم اكتشافها. كانت الشفرات المنجلية التي تم العثور عليها خلال هذا الوقت مصنوعة من الصوان، ومستقيمة وتستخدم في حركة نشر أكثر من التصميم المنحني الأكثر حداثة. تم اكتشاف أحجار من هذه المناجل بالقرب من جبل الكرمل، الذي يقترح حصاد الحبوب من المنطقة منذ حوالي 10000 سنة.

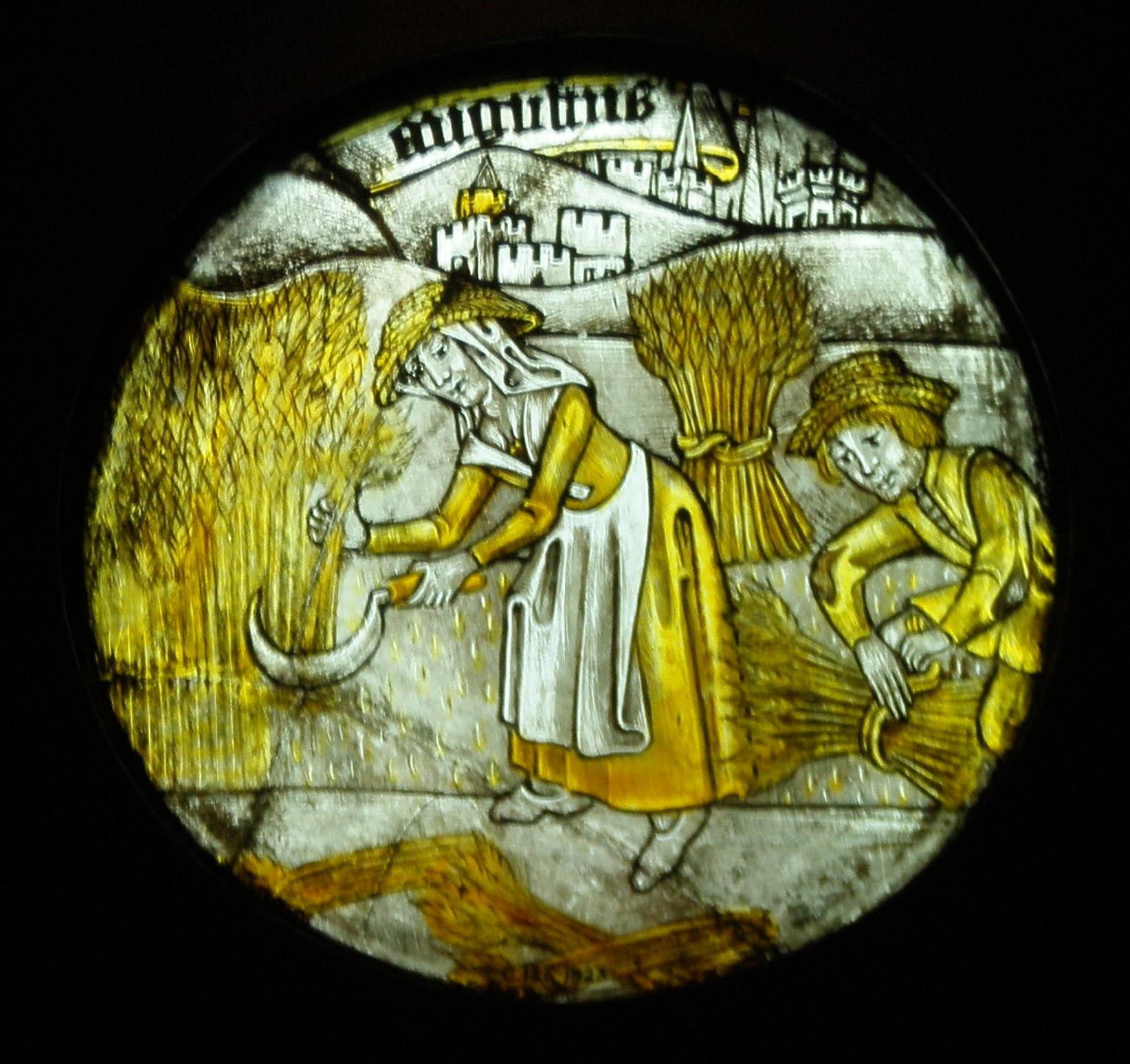
واحدة من 12 دائرية تصور "عمال الأشهر" (1450-1475).

### العصر الحجري الحديث

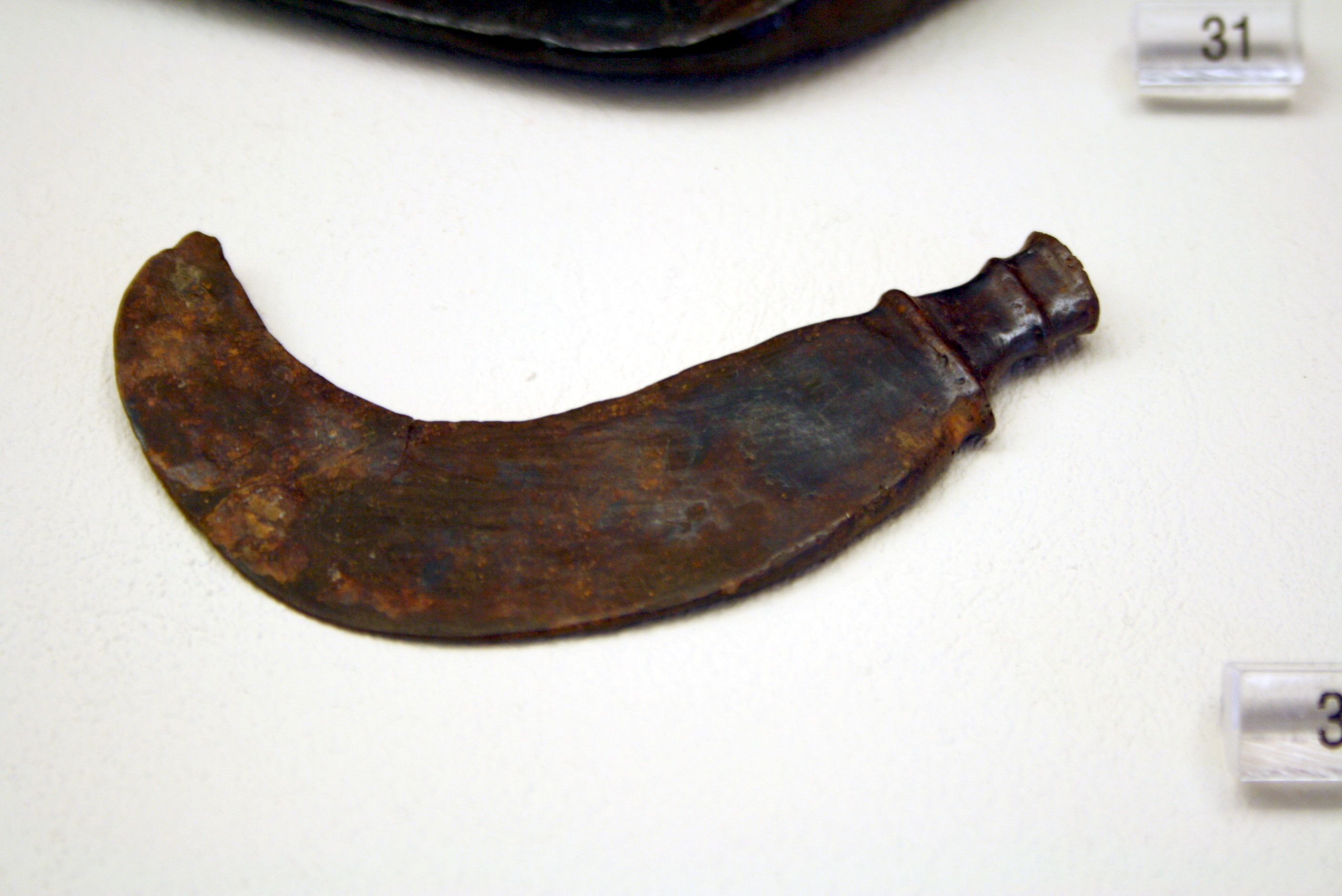
منجل الحديد اليوناني القديم، متحف كيراميكوس الأثري ، أثينا.

كان للمنجل تأثير عميق على الثورة الزراعية من خلال المساعدة في الانتقال إلى الزراعة وأسلوب الحياة القائم على المحاصيل. من المقبول الآن أن استخدام المناجل أدى مباشرة إلى تدجين الأعشاب البرية في الشرق الأدنى. وجدت الأبحاث حول معدلات تدجين الحبوب البرية تحت الزراعة البدائية أن استخدام المنجل في الحصاد كان أمرًا بالغ الأهمية لشعب بلاد ما بين النهرين. شجع موسم النمو الضيق نسبيًا في المنطقة والدور الحاسم للحبوب في أواخر العصر الحجري الحديث على استثمار أكبر في تصميم وتصنيع المنجل على الأدوات الأخرى. تم إجراء التوحيد القياسي إلى حد ما على قياسات المنجل بحيث يكون الاستبدال أو الإصلاح أكثر فورية. كان من المهم أن يتم حصاد الحبوب في الوقت المناسب على ارتفاع واحد حتى يمكن جني الارتفاع التالي في الوقت المناسب. قدم المنجل خيارًا أكثر كفاءة في جمع الحبوب وسرع بشكل كبير تطورات الزراعة المبكرة.

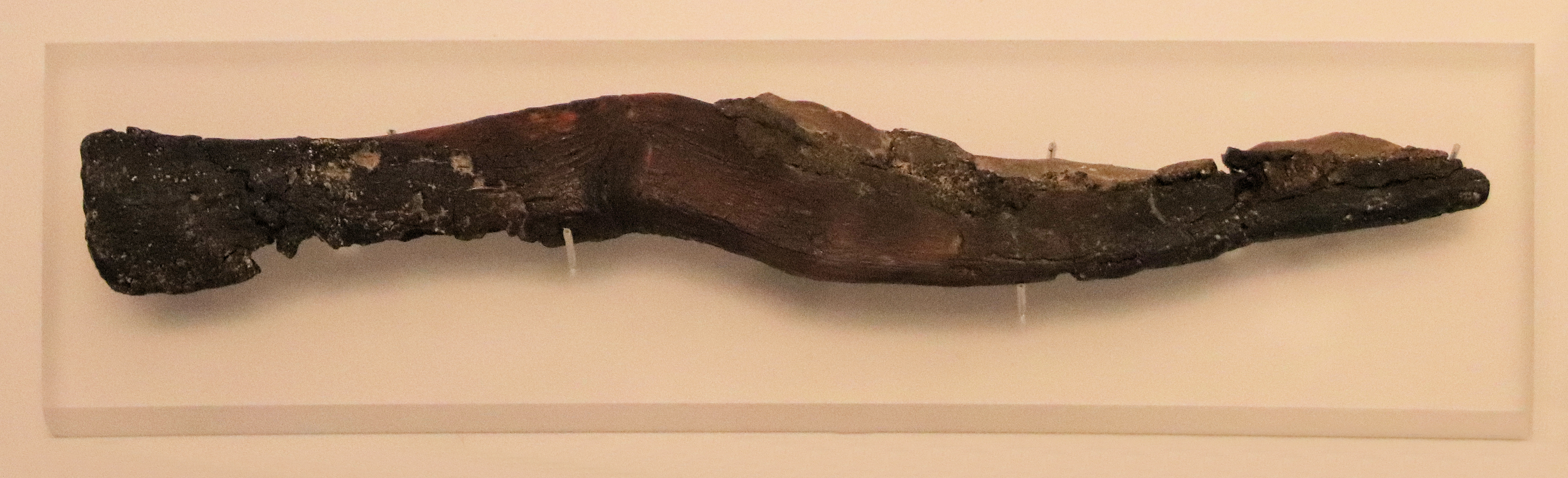
منجل مبكر جدا، ج. 7000 قبل الميلاد، صوان وراتنج، ثقافة تاهونية، كهف ناحال همر، الآن في متحف إسرائيل.

### العصر البرونزي
ظل المنجل شائعًا في العصر البرونزي، في كل من الشرق الأدنى القديم وأوروبا. تم العثور على العديد من المناجل المودعة في كنوز في سياق ثقافة أورنفيلد الأوروبية (مثل كنز فرانكلبن)، مما يشير إلى أهمية رمزية أو دينية مرتبطة بالقطعة الأثرية.
في المصطلحات الأثرية، تصنف مناجل العصر البرونزي بطريقة ربط المقبض. على سبيل المثال يسمى المنجل المقبض (كنوبفسيكل الألماني) بهذا الاسم بسبب مقبض بارز في قاعدة النصل والذي يبدو أنه يعمل على تثبيت تثبيت النصل بالمقبض.

### العصر الحديدي
لعب المنجل دورًا بارزًا في طقوس البلوط والبلوط الدرويين كما هو موصوف من ممر واحد في التاريخ الطبيعي لبليني الأكبر:
| « | كاهن يرتدي ثيابًا بيضاء يتسلق الشجرة، بمنجل ذهبي، يقطع الهدال، الذي تم صيده في عباءة بيضاء. ثم يقتلون الضحايا أخيرًا، ويصلون إلى إله أن يجعل هديته مناسبة لمن منحها لهم. ويعتقدون أن نبات الهدال الذي يُعطى في الشراب سينقل الخصوبة إلى أي حيوان قاحل وأنه مضاد لجميع السموم. | » |

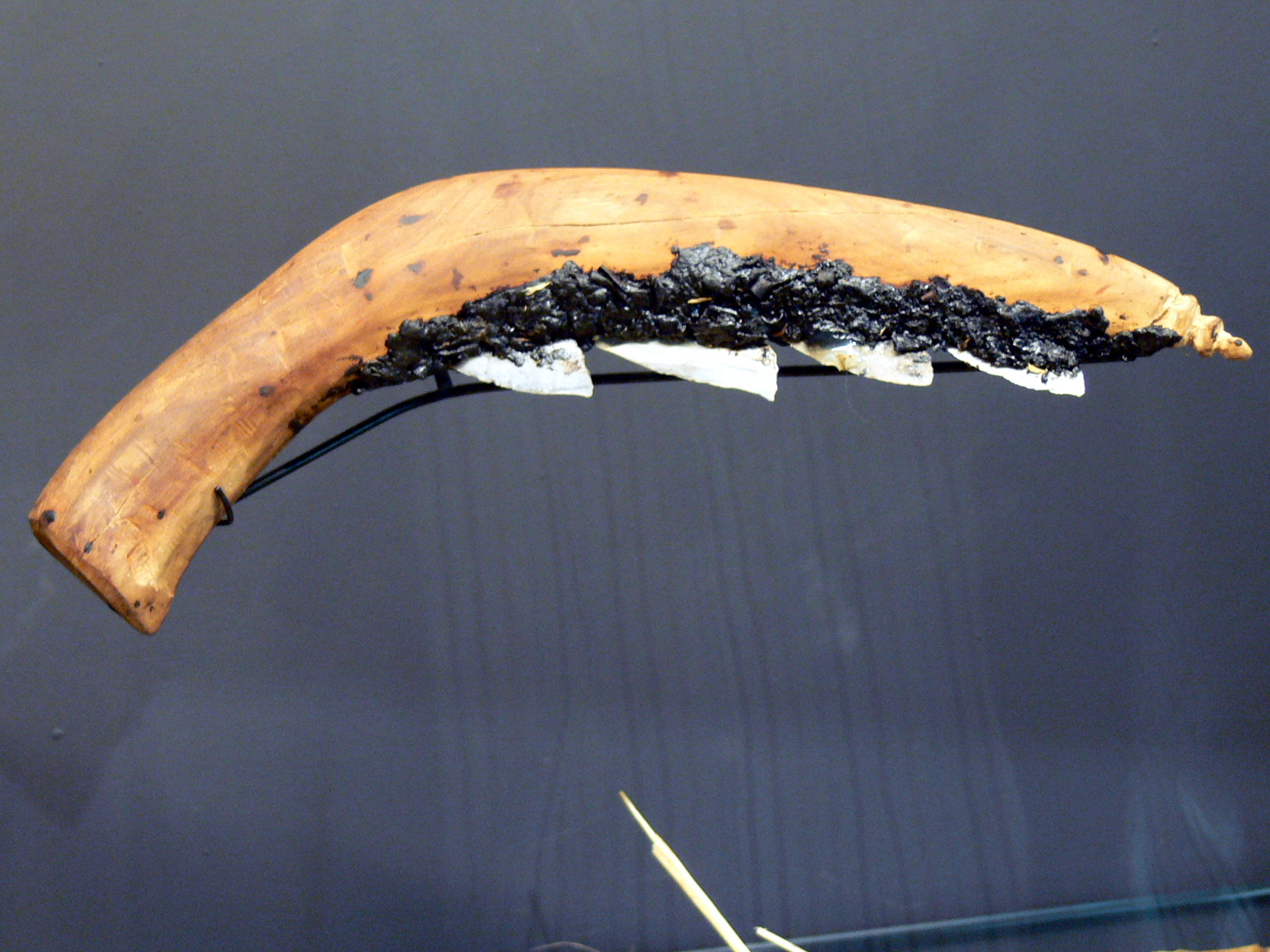
منجل العصر الحجري.

بسبب هذا المقطع، على الرغم من حقيقة أن بليني لا يشير إلى المصدر الذي بنى عليه هذا الحساب، فقد تبنت بعض فروع الكاهن الحديثة (النيو درويد) المنجل كأداة طقسية.

### الأمريكتان
تم اكتشاف منجل السكان الأصليين في جنوب غرب أمريكا الشمالية بتصميم فريد، ربما نشأ في الشرق الأقصى. هناك أدلة على أن سكان جزيرة كودياك كانوا يقطعون العشب «منجل مصنوع من كتف حيوان حاد». تشبه القطع الأثرية التي عُثر عليها في ولايتي أريزونا ونيو مكسيكو الحالية الأدوات المنحنية المصنوعة من قرون الأغنام الجبلية. اكتشف موقع مشابه منجل مصنوع من مواد أخرى مثل كادو المنجل، والتي كانت مصنوعة من الفك السفلي للغزلان. يوثق الكتاب المقدس من السكان الأصليين استخدام هذه المناجل في قطع العشب. تراوحت الأدوات من 13 إلى 16 بوصة من الحافة إلى الحافة. كشفت العديد من الحفريات الأخرى في شرق أريزونا عن منجل خشبي تم تشكيله بطريقة مماثلة. تساعد مقابض الأدوات في وصف كيفية إمساك الأداة بهذه الطريقة بحيث يمكن أيضًا أن يكون الجزء الداخلي الذي يحتوي على سطح القطع بمثابة سطح تجميع للحبوب. تم شحذ المنجل عن طريق كشط حافة مشطوفة الشكل بأداة خشنة. ترك هذا الإجراء علامات على القطع الأثرية التي تم العثور عليها. كانت عملية الشحذ ضرورية للحفاظ على حافة القطع باهتة بعد الاستخدام المطول. يُنظر إلى الحافة على أنها مصقولة للغاية، مما يثبت جزئيًا أن الأداة كانت تستخدم في قص العشب. بعد الجمع، تم استخدام العشب كمواد لصنع الحصير والفراش. يوفر المنجل بشكل عام الراحة في قطع العشب وكذلك التجمع في خطوة واحدة. في أمريكا الجنوبية، يستخدم المنجل كأداة لحصاد الأرز. يتم حصاد مجموعات الأرز باستخدام الأداة وتركها لتجف في الشمس.

## نيبال

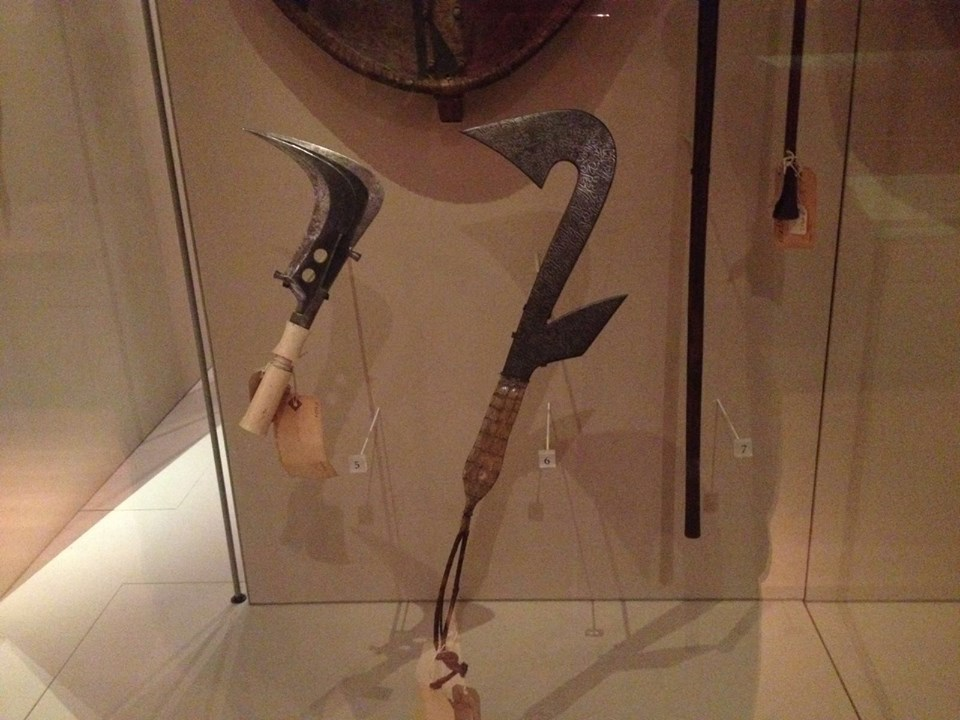
المنجل الكونغولي، أو ترمباش، (يسار) وسكين رمي طبق الأصل (يمين) في متحف مانشستر.

يُطلق على المنجل اسم «آشي»، وهو شائع جدًا في دولة نيبال كأهم أداة للقطع المستخدمة في المطبخ وفي الحقول. تستخدم الآشي في المطبخ في العديد من قرى نيبال حيث تستخدم في تقطيع الخضار أثناء تحضير الطعام. مقبض الآشي المصنوع من الخشب مضغوط بإصبع قدم الشخص والمنحنى مقلوب بحيث يمكن تقطيع الخضروات بيدين أثناء هز الخضار. خارج المنزل، تستخدم العشي في الحصاد.[بحاجة لمصدر]
يصنع الحدادون المحليون الآشي في مسابك الفحم التي تستخدم منفاخ الجلد لتفجير الهواء. يتم شحذ الآشي عن طريق فرك الحواف على صخرة ناعمة أو إعادتها إلى الحداد. وغالبًا يكون شحذها خلال بداية موسم الحصاد.
يُطلق على أكبر آشي اسم خوربا، حيث يكون المنحنى أقل وضوحًا، ويكون أثقل بكثير ويستخدم لقطع أغصان الأشجار لتغذية الحيوانات، ولتقطيع اللحوم وما إلى ذلك.

مطرقة حمراء وتصميم منجل من علم دولة اتحاد الجمهوريات الاشتراكية السوفياتية (1955-1991).

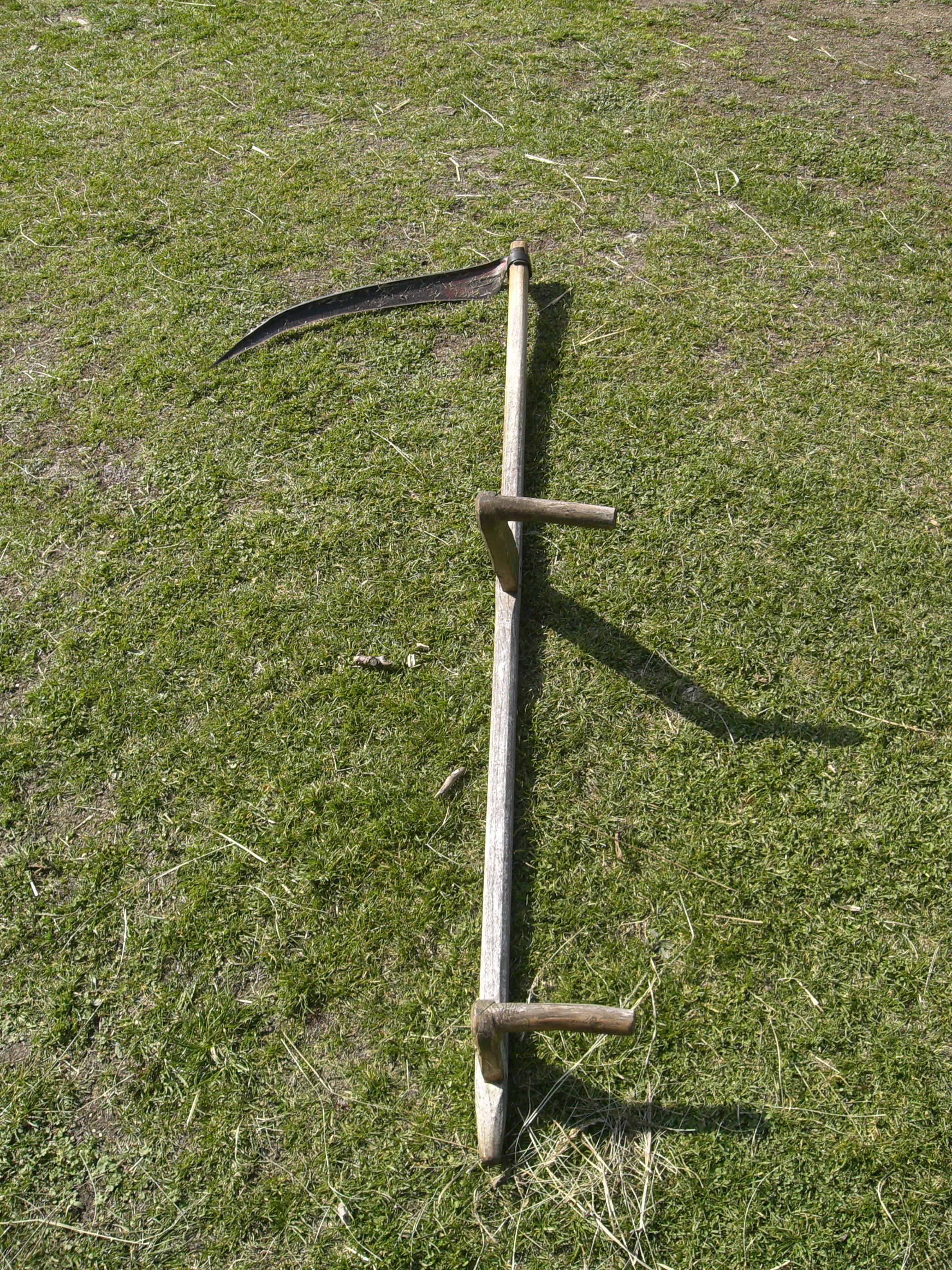
محشّ.